# Clan Graham
Il Clan Graham (Clann Greumach) è un clan scozzese che ha posseduto territori sia nelle Highlands che nelle Lowlands scozzesi.

## Storia

### Origini
Secondo la tradizione, le origini del clan Graham vengono attribuite ad un certo avo di nome "Graeme", un capo caledone che abbatté il vallo Antonino, che separava la Britannia romana dai territori più a nord. Successivamente si riferisce che sotto Fergus II il vallo fu soprannominato Graham's dyke (fosso di Graham). Tuttavia, tale racconto non sembra avere sufficienti prove per essere dimostrato, sebbene alcuni testi latini riferiscano vagamente di un Graeme in un contesto simile.
Teorie tentano di conoscere le antiche origini del clan postulando che nomi simili, provenienti dal celtico "Greumach" (grim, lett. arcigno) o dal sassone "Gram" (fierce, lett. feroce), furono assorbiti in un nutrito gruppo, andando a formare un solo clan. Leggende scozzesi suggeriscono che la figlia di un Gryme sia stata la moglie del re Fergus II, e che la famiglia vanti perciò antichi antenati di nobile famiglia. I Celti ed i Sassoni successivamente scomparirono o vennero assorbiti interamente dalla discendenza dei "Lez Grames", di origini normanne. Un'altra teoria suggerisce che in origine i Grahams scozzesi fossero Pitti, stabilitisi in Scozia molto prima dei Sassoni o dei Normanni; pertanto, se quest'ultima teoria fosse vera, il clan Graham sarebbe la famiglia più antica di tutta la Britannia.
Sebbene tali teorie differiscano circa il modo in cui il clan si sia stabilito in Scozia, vi sono informazioni riguardo alle presunte origini normanne dell'antica famiglia Graham. Tali origini normanne sarebbero legate ai Vichinghi che sbarcarono sulle coste scozzesi, tanto che vi sarebbe perfino un ramo del clan Graham in Scandinavia.
Stando alle documentazioni disponibili, il primo Graham conosciuto in Scozia fu William de Graham (o De Graeme), un cavaliere che accompagnò il re Davide I in un viaggio a nord per rivendicare la corona di Scozia nel 1128. In quello stesso anno, William de Graham fu testimone della firma della carta che autorizzò la fondazione dell'Abbazia di Holyrood. Nel Domesday Book di Guglielmo il Conquistatore viene riportata l'informazione secondo cui si ritiene che de Graham sia stato originario di un luogo chiamato "Graeg Ham"(oggi Grantham).
Dalla sua linea dinastica discende la linea dei Montrose del clan, nobile famiglia scozzese.

### Guerre d'indipendenza scozzesi

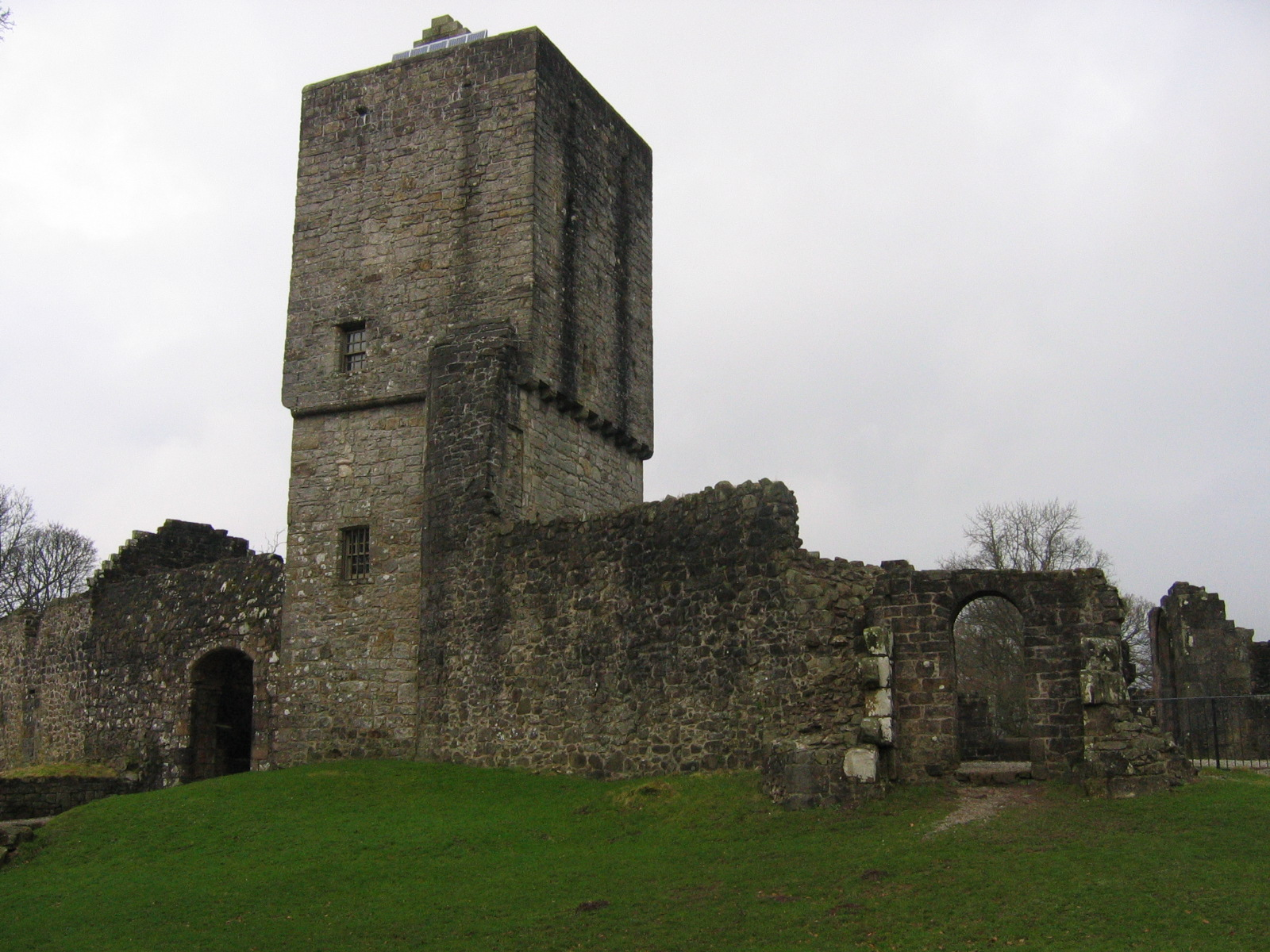
Il castello di Mugdock, roccaforte del clan Graham

Per due volte ci sono stati dei Montrose Graham sposati con membri della famiglia regnante, dai cui matrimoni si sono avuti degli eredi. Fra questi si ricorda John de Graham, che salvò William Wallace presso Queenberry, divenendone uno dei collaboratori più intimi. Morì nel 1298, durante le guerre d'indipendenza scozzesi, precisamente nella battaglia di Falkirk.
Il clan Graham fu anche coinvolto nella battaglia di Dunbar (1296) e nella battaglia di Durham (1346), a supporto di Robert the Bruce.
Il clan Graham ottenne poi i territori di Mugdock, a nord di Glasgow, dove intorno al 1370 venne eretto un castello, divenuto poi roccaforte del clan stesso.
L'influenza del clan Graham crebbe così tanto nel corso dei secoli - forse anche grazie ai continui matrimoni con membri della famiglia reale - da far ottenere a Patrick Graham di Kincardine, nel 1451, il titolo nobiliare di Lord Graham.
Nel 1488 il clan partecipò alla battaglia di Sauchieburn, lungo le rive del Sauchie Burn, un fiume due miglia a sud di Stirling.

### Il XVI secolo e le guerre anglo-scozzesi
Lord Graham fu nominato conte di Montrose nel 1504. Condusse poi parte dell'avanguardia scozzese contro gli inglesi nella battaglia di Flodden Field (1513), parte delle guerre anglo-scozzesi in cui tuttavia perse la vita. Il clan combatté inoltre nella battaglia di Pinkie Cleugh (1547), ove morì il figlio primogenito del secondo conte, Robert.

### Il XVII secolo e la guerra civile

#### James Graham, I marchese di Montrose
Uno dei più importanti capi del Clan Graham fu James Graham, I marchese di Montrose, poeta e soprattutto uno dei più valenti soldati realisti del suo tempo. Egli giocò un ruolo fondamentale nella guerra civile in Scozia. James Graham, I marchese di Montrose aveva riportato vittorie anche dopo la Battaglia di Tippermuir - col supporto di Alaster M'Coll Keitach (conosciuto col nome di Alasdair MacColla McDonald) e dei suoi soldati irlandesi, nella Battaglia di Aberdeen, nella Battaglia di Inverlochy, nella Battaglia di Auldearn, nella Battaglia di Alford e nella Battaglia di Kilsyth. Dopo molti anni di continue vittorie James Graham, I marchese di Montrose venne finalmente sconfitto nella Battaglia di Philiphaugh il 13 settembre 1645 dalle armate del governo inglese comandate da sir David Leslie, lord Newark, che restaurò al potere la Committee of Estates.
Nel 1646 James Graham, I marchese di Montrose mosse l'assedio al Castello di Chanonry di Ross che era di proprietà del Clan Mackenzie. Graham riuscì a prendere la fortificazione ai Mackenzie dopo aver condotto un duro assedio di quattro giorni. Nel 1650 James Graham prese anche il Castello di Dunbeath di proprietà del Clan Sinclair, che successivamente lo avrebbe sostenuto a Carbisdale. James Graham, I marchese di Montrose venne sconfitto nella Battaglia di Carbisdale dai Munros, Rosses, Sutherlands e dal colonnello Alexander Strachan. Graham venne successivamente catturato e giustiziato a Edimburgo nel 1650.

#### John Graham, I visconte di Dundee
Altro membro notabile della famiglia Graham fu John Graham, I visconte di Dundee conosciuto anche col nome di John Graham di Claverhouse o "Bonnie Dundee". Egli, sul finire del XVII secolo, era uno dei più ricchi proprietari di Scozia.
John Graham, I visconte di Dundee condusse un piccolo gruppo di cavalleria del governo che sorprese e sconfisse nella Battaglia di Drumclog del 1679 le forze preponderanti dei covenanti (le stime dell'epoca furono di 4 a 1). Ad ogni modo egli fu vittorioso anche alla Battaglia di Bothwell Brig contro i covenanti. La battaglia si svolse il 22 giugno 1679 a Lanarkshire.
John Graham, I visconte di Dundee venne nominato comandante in capo di tutte le forze scozzesi da re Giacomo VII ma morì nella Battaglia di Killiecrankie mentre si trovava a comandare le forze giacobite durante la loro vittoria sull'armata guglielmita nel 1689.

### Il XVIII secolo e le rivolte giacobite
Il Clan Graham non prese parte durante le rivolte giacobite e rimase neutrale. Il merito del clan in questo periodo fu rivolto alla persona di James Graham, III duca di Montrose il quale nel 1782 si appellò contro il Dress Act 1746 che proibiva agli higlanders di vestire anche in battaglia i loro costumi tradizionali.

## Castelli e residenze
- Castello di Mugdock, che fu sede del capo del Clan Graham Duca di Montrose.
- Castello di Claypotts, che venne comprato dai Graham nel 1601.
- Palazzo Dalkeith passato dai Graham al Clan Douglas nel XIV secolo.
- Castello di Mains venne costruito da sir David Graham nel 1562.
- Castello di Inchtalla fu la sede dei Graham i quali erano conti di Menteith.